# Daniel Becke
Daniel Becke (Erfurt, 12 marzo 1978) è un ex pistard tedesco.

## Palmarès

### Olimpiadi
- 1 medaglia:
  - 1 oro (Sydney 2000 nell'inseguimento a squadre)